# Poznaj Świat
Poznaj Świat – najstarszy polski miesięcznik geograficzny i podróżniczo-reportażowy, ukazujący się od 1948. Początkowo przez pół wieku był to popularnonaukowy miesięcznik geograficzny, wydawany przez Polskie Towarzystwo Geograficzne. Od 2002 do 2010 wydawcą było Wydawnictwo Bernardinum z Pelplina. Po 2010 wydawcą była firma Probier z Gdańska. Redakcja od lat mieściła się w Gdańsku, natomiast biuro reklamy i marketingu w Warszawie. Ostatnim redaktorem naczelnym była Katarzyna Rojek.
Współcześnie nakład wynosił 20 500 egzemplarzy; format 210×265 mm. Pismo ukazywało się w każdy czwarty piątek miesiąca.
Wydawanie pisma zostało zawieszone pod koniec roku 2020 (ostatnim numerem był listopadowy) z powodu stanu pandemii COVID-19.
Na stronach czasopisma dostępne jest bezpłatne archiwum z ponad 1200 artykułami.